# Quinapril
Le quinapril (Accupril) est un inhibiteur de l'ECA utilisé pour contrôler la pression sanguine dans le cas de l'hypertension artérielle.
Une dose de 10 à 40 mg par jour se montre efficace pour le contrôle la tension artérielle chez les patients avec une hypertension artérielle essentielle, mais certains peuvent bénéficier de dosage de 80 mg par jour avec ou sans l'ajout de diurétique au traitement .